# 瓦兹河谷省
瓦兹河谷省（法語：Val-d'Oise，法語：[val dwaz] ⓘ），或音译为瓦勒德瓦兹省，是法國法蘭西島大區所轄的省份。該省編號為95，属于巴黎的市郊地帶。
瓦兹河谷省的编号95不像法国其它省份那样按照字母顺序排列成的，其原因是它是1968年将塞纳-瓦兹省分裂后才建立的一个省。

## 地理
瓦兹河谷省与以下省份接壤：瓦兹省(60)、塞纳-马恩省(77)、塞纳-圣但尼省(93)、上塞纳省(92)、伊夫林省(78)和厄尔省(27)。
瓦兹河谷省位于巴黎都市地区的北部和西北部，在省会蓬图瓦兹以西瓦兹河畔有一些乡村地区，而省东部瓦兹河与夏尔·戴高乐国际机场之间的地区则是巴黎都市地区建筑最密集的区域。

## 省会
瓦兹河谷省的省会为蓬图瓦兹，但其省政府驻地则在塞尔吉境内。这也是唯一一个名义省会和实际省会不同的省份。